# Ácido 2,3-piridinodicarboxílico
Ácido quinolínico (abreviado na literatura QUIN ou QA), também conhecido como ácido 2,3-piridinodicarboxílico, é um ácido dicarboxílico com uma estrutura piridina. Apresenta-se como um sólido incolor. É um precursor biossintético da nicotina.
É um dos seis isômeros ácido piridinodicarboxílico.
Ácido quinolínico é um produto resultante da via da quinurenina, a qual metaboliza o aminoácido triptofano. Atua como um agonista receptor NMDA.
Ácido quinolínico tem um potente efeito neurotóxico. Estudos têm demonstrado que o ácido quinolínico pode estar envolvido em muitas desordens psiquiátricas, processos neurodegenerativos no cérebro, assim como outras desordens. Dentro do cérebro, ácido quinolínico é produzido somente por micróglia e macrófagos ativados.

## História
Em 1949 L. Henderson foi um dos primeiros a descrever o ácido quinolínico. Lapin deu seguimento a esta pesquisa, demonstrando que o ácido quinolínico poderia induzir convulsões quando injetado em ventrículos cerebrais de camundongos. No entanto, não foi até 1981 que Stone e Perkins mostraram que o ácido quinolínico ativa o receptor de N-metil-d-aspartato (NMDAR). Após isto, Schwarcz demonstrou que os níveis elevados de ácido quinolínico poderia levar a neurodegeneração axonial.

## Síntese
Um dos primeiros a relatar a síntese do ácido quinolínico foi Zdenko Hans Skraup, que descobriu que quinolinas substituídas com grupos metilo podiam ser oxidadas a ácido quinolínico por permanganato de potássio.
Este composto é disponível comercialmente. Em geral, é obtido pela oxidação da quinolina. Oxidantes tais como o ozônio, peróxido de hidrogênio,  e permanganato de potássio tem sido usados. Eletrólise também permite a transformação.
Ácido quinolínico podem ser submetido a descarboxilação a ácido nicotínico (niacina):

## Biossíntese

### Do aspartato
A oxidação de aspartato pela enzima aspartato oxidase resulta iminosuccinato, contendo os dois grupos ácido carboxílico que são encontrados no ácido quinolínico.  Condensação de iminosuccinato com gliceraldeído-3-fosfato, mediado por quinolinato sintase, origina ácido quinolínico.

### Catabolismo do triptofano

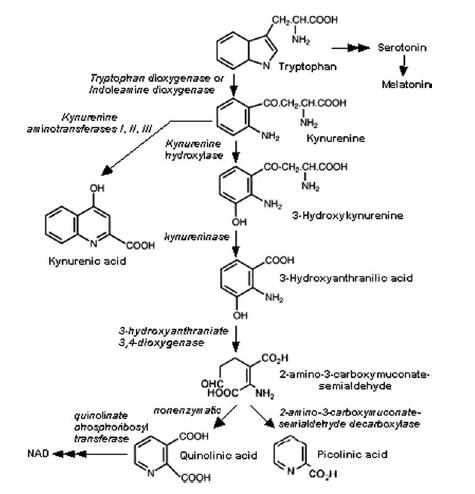
A rota da quinurenina.

Ácido quinolínico é um subproduto da rota da quinurenina, o qual é responsável para o catabolismo do triptofano em mamíferos. Esta via é importante para a sua produção da coenzima nicotinamida adenina dinucleotídeo (NAD+) e producez diversos intermediários neuroativos incluindo ácido quinolínico, quinurenina (KYN), ácido quinurênico (KYNA), 3-hidroxiquinurenina (3-HK), e ácido 3-hidroxiantranílico (3-HANA). As propriedades neuroativas e excitatórias do ácido quinolínico são resultados do agonismo receptor NMDA no cérebro. Também atua como uma neurotoxina, gliotoxina, mediador proinflamatório e molécula pró-oxidante.
Ácido quinolínico é incapaz de passar através ds barreira hematoencefálica (BHC) e deve ser produzido dentro das células microgliais do cérebro ou macrófagos que passaram a BHC. Enquanto o ácido quinolínico não pode passar a BHC, ácido quinurênico, triptofano e 3-hidroxiquinurenina o fazem e subsequentemente atuam como precursores atuando na produção de ácido quinolínico no cérebro. O ácido quinolínico produzido em micróglias é então liberado e estimula os receptores NMDA resultando em neurotoxicidade excitatória. Enquanto astrócitos não são capazes de produzir ácido quinolínico diretamente, são capazes de produzir KYNA, o qual quando liberado dos astrócitos podem ser levados pelas migróglias que por sua vez aumentam a produção de ácido quinolínico.
Micróglias e macrófagos produzem a maioria do ácido quinolínico presente no corpo. Esta produção é aumentada durante uma resposta imune. Suspeita-se que este é um resultado da ativação de indoleamina dioxigenases (sendo específico, IDO-1 e IDO-2) assim como a estimulação de triptofano 2,3-dioxigenase (TDO) por citocinas inflamatórias (principalmente IFN-gama, mas também IFN-beta e IFN-alfa).
IDO-1, IDO-2 e TDO estão presentes em micróglias e macrófagos. Sob condições inflamatórias e condições de ativação de células Tl, leucócitos são retidas no cérebro pela produção de citocina e de quimiocina, que pode conduzir à ruptura do BHC, aumentando assim o ácido quinolínico que entra no cérebro. Além disso, tem sido demonstrado que o ácido quinolínico desempenha um papel na desestabilização do citoesqueleto dentro de astrócitos e células endoteliais cerebrais, contribuindo para a degradação do BHC, o qual resulta em altas concentrações de ácido quinolínico no cérebro.

## Toxicidade
Ácido quinolínico é uma excitotoxina no SNC. Atinge níveis patológicos em resposta a inflamação no cérebro, o qual ativa a microglia e macrófagos residentes. Altos níveis de ácido quinolínico pode levar a prejudicar a função neuronal ou mesmo morte apoptótica. Ácido quinolínico produz o seu efeito tóxico por meio de vários mecanismos, principalmente como a sua função como um agonista do receptor de NMDA, o que desencadeia uma cadeia de efeitos prejudiciais, mas também através da peroxidação lipídica, e a desestabilização do citoesqueleto. Os efeitos gliotóxicos do ácido quinolínico amplificam ainda mais a resposta inflamatória. Ácido quinolínico afeta neurônios localizados principalmente no hipocampo, corpo estriado e neocórtex, devido à seletividade do ácido quinolínico pelos receptores de NMDA específicos residindo nessas regiões.
Quando ocorre inflamação, ácido quinolínico é produzido em níveis excessivos através da rota de quinurenina. Isto conduz a uma excessiva excitação do receptor de NMDA, a qual resulta em um influxo de Ca2+ no neurônio. Altos níveis de Ca2+ no neurônio disparando uma ativação de vias enzimáticas destrutivas, incluindo proteína quinases, fosfolipases, NO sintase e proteases. Estas enzimas degenerão proteínas cruciais na célula e aumentarão os níveis de NO, que conduzem a uma resposta apoptótica pela célula, o que resulta em morte celular.
Em condições celulares normais, astrócitos nos neurônios irão produzir um ciclo glutamato-glutamina, o qual resulta em retomada de glutamato da sinapse na célula pré-sináptica a ser reciclada,  mantendo o glutamato acumulando-se a níveis letais dentro da sinapse. Em altas concentrações, ácido quinolínico inibe a glutamina sintase, uma enzima crítica no ciclo glutamato-glutamina. Em adição, também pode promover a libertação de glutamato e bloquear a sua recaptação por astrócitos. Todas estas três ações resultam em níveis aumentados de atividade de glutamato que podem ser neurotóxicas.
Isto resulta em uma perda da função do ciclo, e resulta em uma acumulação de glutamato. Este glutamato estimula ainda mais o receptores de NMDA, atuando assim sinergicamente com ácido quinolínico para aumentar o seu efeito neurotóxico por aumento dos níveis de glutamato, bem como inibindo a sua absorção. Nesse caminho, ácido quinolínico auto-potencializa sua própria toxicidade. Além disso, o ácido quinolínico resulta em alterações da estrutura e bioquímica dos próprios astrócitos, resultando numa resposta apoptótica. Uma perda de astrócitos resulta num efeito pró-inflamatório, aumentando ainda mais a resposta inflamatória inicial, que inicia a produção de ácido quinolínico.
Ácido quinolínico podem também exercer a neurotoxicidade pela peroxidação de lípidos, como um resultado de suas propriedades pro-oxidantes. Ácido quinolínico pode interagir com Fe(II) formando um complexo que induz espécies de oxigênio e nitrogênio reativo (ROS - espécies reativas de oxigênio/RNS - espécies reativas de nitrogênio), notavelmente o radical hidroxila •OH. Este radical livre causa stress oxidativo aumentando ainda mais a libertação de glutamato e inibir a recaptação, e resulta na degradação de DNA em adição à peroxidação de lipídios.
Ácido quinolínico também tem sido observado como aumentando a fosforilação de proteínas envolvidas na estrutura celular, conduzindo à desestabilização do citoesqueleto.

## Implicações clínicas

### Desordens psiquiátricas

#### Transtornos de humor
O córtex pré-frontal nos cérebros post-mortem de pacientes com transtorno depressivo maior e transtorno bipolar contém crescentes níveis de imunorreatividade de ácido quinolínico comparados aos cérebros de pacientes que nunca sofreram de depressão. O fato que antagonistas de receptor NMDA possuem antidepressivas propriedades sugerem que crescentes níveis de ácido quinolínico em pacientes com depressão podem produzir reação excessiva de receptores NMDA. por induzir crescentes níveis de  ácido quinolínico no líquido cefalorraquidiano com interferona α, pesquisadores tem demonstrado que o aumento dos níveis de ácido quinolínico são correlatos com aumento dos sintomas depressivos.
Níveis crescentes de ácido quinolínico podem contribuir para a apoptose de astrócitos e certos neurônios, resultando em decrescente síntese de fatores neurotróficos. Com menos fatores neurotróficos, a rede astrócito-micróglia-neuronal é mais fraca e, portanto, é mais susceptível de ser afetada por fatores ambientais tais como o estresse. Além disso, o aumento dos níveis de ácido quinolínico poderia desempenhar um papel no fortalecimento da rede glial-neuronal, o que poderia ser associado com a natureza recorrente e crônica da depressão.
Além disso, estudos têm demonstrado que estresse leve crônico imprevisível (UCMS, unpredictable chronic mild stress) pode levar ao metabolismo de ácido quinolínico na amígdala e corpo estriado e uma redução ma rota do ácido quinolínico no giro do cíngulo. Experimentos com camundongos demonstram como ácido quinolínico pode afetar o comportamento e atuar como ansiogênico endógeno. Por exemplo, quando níveis de ácido quinolínico são elevados, camundongos socializam e acasalam-se por períodos mais curtos de tempo. Existem também evidências de que o aumento das concentrações de ácido quinolínico podem desempenhar um papel na depressão em adolescentes.

#### Esquizofrenia
Ácido quinolínico pode estar envolvido na esquizofrenia; no entanto, não houve nenhuma pesquisa feita para examinar os efeitos específicos de ácido quinolínico na esquizofrenia. Há muitos estudos que mostram que ácido quinurênico (KYNA, kynurenic acid) desempenha um papel nos sintomas positivos de esquizofrenia, e tem havido alguma pesquisa sugerindo que 3-hidroxiquinurenina (OHK, 3-hydroxykynurenine) desempenha também um papel na doença. Devido ao ácido quinolínico ser fortemente associado com KYNA e OHK, ele pode desempenhar um papel na esquizofrenia.

### Condições relacionadas com a morte neuronal
Os efeitos citotóxicos do ácido quinolínico apresentados na seção toxicidade amplificam a morte celular em condições neurodegenerativas.

#### Esclerose lateral amiotrófica ELA)
Ácido quinolínico pode contribuir para as causas de esclerose lateral amiotrófica (ELA) ou, em inglês (ALS, amyotrophic lateral sclerosis). Pesquisadores tem descoberto níveis elevados de ácido quinolínico no líquido cefalorraquidiano (LFR ou CSF, de cerebral spinal fluid), córtex motor e medula espinhal em pacientes de ALS. Estas crescentes concentrações de ácido quinolínico podem conduzir a neurotoxicidade. Adicionalmente, ácido quinolínico é associado com a sobre-estimulação de receptores NMDA em neurônios motores. Estudos tem demonstrado que ácido quinolínico conduz à despolarização de neurônios motores espinhais por interação com receptores NMDA nestas células em ratos. O ácido quinolínico também desempenha um papel em disfunção mitocondrial em neurônios. Todos estes efeitos podem contribuir para sintomas da ALS.

#### Doença de Alzheimer
Pesquisadores tem encontrado uma correlação entre ácido quinolínico e a doença de Alzheimer. Por exemplo, estudos tem encontrado nos cérebros post-mortem de pacientes da doença de Alzheimer níveis mais altos de ácido quinolínico neuronal e que ácido quinolínico pode associar-se com proteína tau. Além disso, os pesquisadores tem demonstrado que ácido quinolínico aumenta fosforilação tau in vitro em neurônios fetais humanos  e induz dez genes neuronais incluindo alguns relacionados com a doença de Alzheimer. Em estudos de imunorreatividade, pesquisadores tem encontrado que a imunorreatividade do ácido quinolínico é mais intensa em células gliais que localizam-se próximo às placas de amiloide e que há imunorreatividade com emaranhados neurofibrilares.

#### Isquemia cerebral
Isquemia cerebral é caracterizado por fluxo sanguíneo insuficiente para o cérebro. Estudos com gerbilos isquémicos indicam que, depois de um retardo, níveis de ácido quinolínico aumentam significativamente, o que se correlaciona com o aumento do dano neuronal. Além disso, os investigadores descobriram que, depois de isquemia global transitória, existem micróglia contendo ácido quinolínico dentro do cérebro. Seguindo a isquemia cerebral, morte neuronal retardada pode ocorrer, em parte, por causa da microglia central e macrófagos, os quais possuem e secretam ácido quinolínico. Esta neurodegeneração retardada pode ser associada com dano cerebral crônico que segue um AVC.

#### Vírus da imunodeficiência humana (HIV) e síndrome de imunodeficiência adquirida (AIDS)
Estudos tem encontrado que há uma correlação entre os níveis de ácido quinolínico no líquido cefalorraquidiano (CSF) e a severidade da demência na doença pelo vírus da imunodeficiência humana (HAND, HIV-associated neurocognitive disorder). Aproximadamente 20% de paciente de HIV sofrem desta desordem. Concentrações de ácido quinolínico no CSF são associadas a diferentes estágios de HAND. Por exemplo, níveis elevados de ácido quinolínico após infecção está correlacionada com retardo perceptivo-motor em pacientes. Em seguida, estágios posteriores de HIV, aumento nas concentrações de ácido quinolínico no CSF de pacientes de HAND correlaciona-se com encefalite e atrofia cerebral devidas ao HIV.
Ácido quinolínico tem sido encontrado em cérebros de pacientes de HAND. Na verdade, a quantidade de ácido quinolínico encontrada no cérebro de pacientes de HAND pode ser de até 300 vezes maior do que a encontrada no CSF. Neurônios expostos ao ácido quinolínico por longos períodos de tempo podem desenvolver anormalidades citoesqueléticas, vacuolização e morte celular. Cérebros de pacientes de HAND contém muitos desses defeitos. Além disso, os estudos em ratos demonstraram que ácido quinolínico pode conduzir a morte neuronal em estruturas cerebrais que são afetadas por HAND, incluindo o corpo estriado, o hipocampo, a substância negra e o córtex não-límbico.
Níveis de ácido quinolínico no CSF de pacientes de AIDS sofrendo de demência devida à AIDS pode ser de até vinte vezes mais elevado do que o normal. Similarmente aos paciente de HIV, este aumento de concentrações de ácido quinolínico correlaciona-se com disfunções cognitivas e motoras. Quando os pacientes foram tratados com zidovudina para diminuir os níveis de ácido quinolínico, o nível de melhora neurológica foi relacionada à diminuição da quantidade de ácido quinolínico.

#### Doença de Huntington
Nos estágios iniciais da doença de Huntington, pacientes há significativamente aumento nos níveis de ácido quinolínico, em particular no neocorpo estriado e córtex. Essas áreas do cérebro são as que sofrem mais danos nestes estágios. O aumento no ácido quinolínico correlaciona-se com a ativação precoce de micróglia e aumento no nível de 3-hidroxiquinurenina (3-HK)  cerebral. Além disso, estes aumentaram os níveis de ácido quinolínico são grandes o suficiente para produzir dano neuronal excitotóxico. Estudos tem demonstrado que a ativação de receptores NMDA por ácido quinolínico leva a disfunção neuronal e morte de neurônios espinhosos médios (MSN, medium spiny neurons) do corpo estriado GABAérgicos.
Pesquisadores utilizam o ácido quinolínico de maneira a estudar a doença de Huntington em muitos organismos modelos. Devido a injeção de ácido quinolínico no corpo estriado de roedores induzir alterações eletrofisiológicas, neuropatológicas e comportamentais similares aquelas encontradas na doença de Huntington, sendo este o método mais comum usado pelos pesquisadores para produzir um fenótipo de doença de Huntington. Alterações neurológicas produzidas por injeções de ácido quinolínico incluem níveis alterados de glutamato, GABA e outros aminoácidos. Lesões no globo pálido podem suprimir efeitos de ácido quinolínico em macacos que recebem injeções de ácido quinolínico em seus corpos estriados. Em humanos, tais lesões também podem diminuir alguns dos efeitos da doença de Huntington e doença de Parkinson.

#### Doença de Parkinson
Acredita-se que a neurotoxicidade do ácido quinolínico desempenha um papel na| doença de Parkinson. Estudos mostram que ácido quinolínico está envolvido na degeneração dos neurônios dopaminérgicos na substância negra (SN) de pacientes da doença de Parkinson. A degeneração da SN é uma das características chaves da doença de Parkinson. Microglia associada com células dopaminérgicas na SN produzem ácido quinolínico nesta localização quando cientistas induzem sintomas da doença de Parkinson em macacos. Os níveis de ácido quinolínico são muito altos nesses locais para serem controlados por KYNA, causando ocorrência de neurotoxicidade.

### Outros
Níveis de ácido quinolínico são elevados nos cérebros de crianças infectadas com uma variedade de infecções bacterianas do sistema nervoso central (SNC), de pacientes de poliovírus, e da doença de Lyme com pacientes com envolvimentos do SNC. Adicionalmente, a elevação dos níveis de ácido quinolínico tem sido encontradas em pacientes com lesões traumáticas do SNC, pacientes que sofrem de declínio cognitivo com o envelhecimento, pacientes com hiperamonemia, hipoglicemia e lúpus eritematoso sistêmico. Além disso, verificou-se que pessoas que sofrem de malária e pacientes com atrofia olivopontocerebelar tem elevado metabolismo de ácido quinolínico.

## Foco do tratamento
A redução dos efeitos de excitotoxicidade do ácido quinolínico é objeto de pesquisas em curso. antagonistas NMDAr tem sido mostrados como provendo proteção aos neurônios motores da excitotoxicidade resultante da produção de ácido quinolínico. Ácido quiurênico (KA, kyurenic acid), outro produto da via da quinurenina, atua como um antagonista do receptor NMDA.
Ácido quiurênico atua assim como um neuroprotetor, por reduzir a perigosa sobre-ativação dos receptores de NMDA. Manipulação da rota quiurênica distante do ácido quinolínico e em direção do ácido quiurênico é, portanto, um importante foco terapêutico. Nicotinilalanina tem sido mostrado como sendo um inibidor de hidroxilase quinurenina, o que resulta numa diminuição da produção de ácido quinolínico, favorecendo, assim, a produção de ácido quiurênico. Esta alteração no equilíbrio tem o potencial para reduzir a hiper-excitabilidade, e, assim, danos excitotóxicos produzidos a partir de níveis elevados de ácido quinolínico. Os esforços terapêuticos também estão se concentrando em antioxidantes, que foram evidenciados como fornecendo proteção contra as propriedades pró-oxidantes do ácido quinolínico.
Betacarbolina (Norharmane) suprime a produção de ácido quinolínico, 3-hidroxiquinurenina e óxido nítrico sintase, atuando assim como um neuroprotetor.. Fenóis naturais tais como hidrato de catequina, curcumina e galato de epigalocatequina reduzem a neurotoxicidade de ácido quinolínico, via mecanismo anti-oxidante e possivelmente influxo de cálcio. Inibidores COX-2, tal como licofelona tem também demonstrado propriedades protetivas contra os efeitos neurotóxicos do ácido quinolínico.  COX-2 é regulado em muitos distúrbios neurotóxicos e está associado com o aumento da produção de ROS. Inibidores demonstraram alguma evidência de eficácia em distúrbios de saúde mental, tais como transtorno depressivo maior, esquizofrenia e doença de Huntington.